# Maison des Chanonges

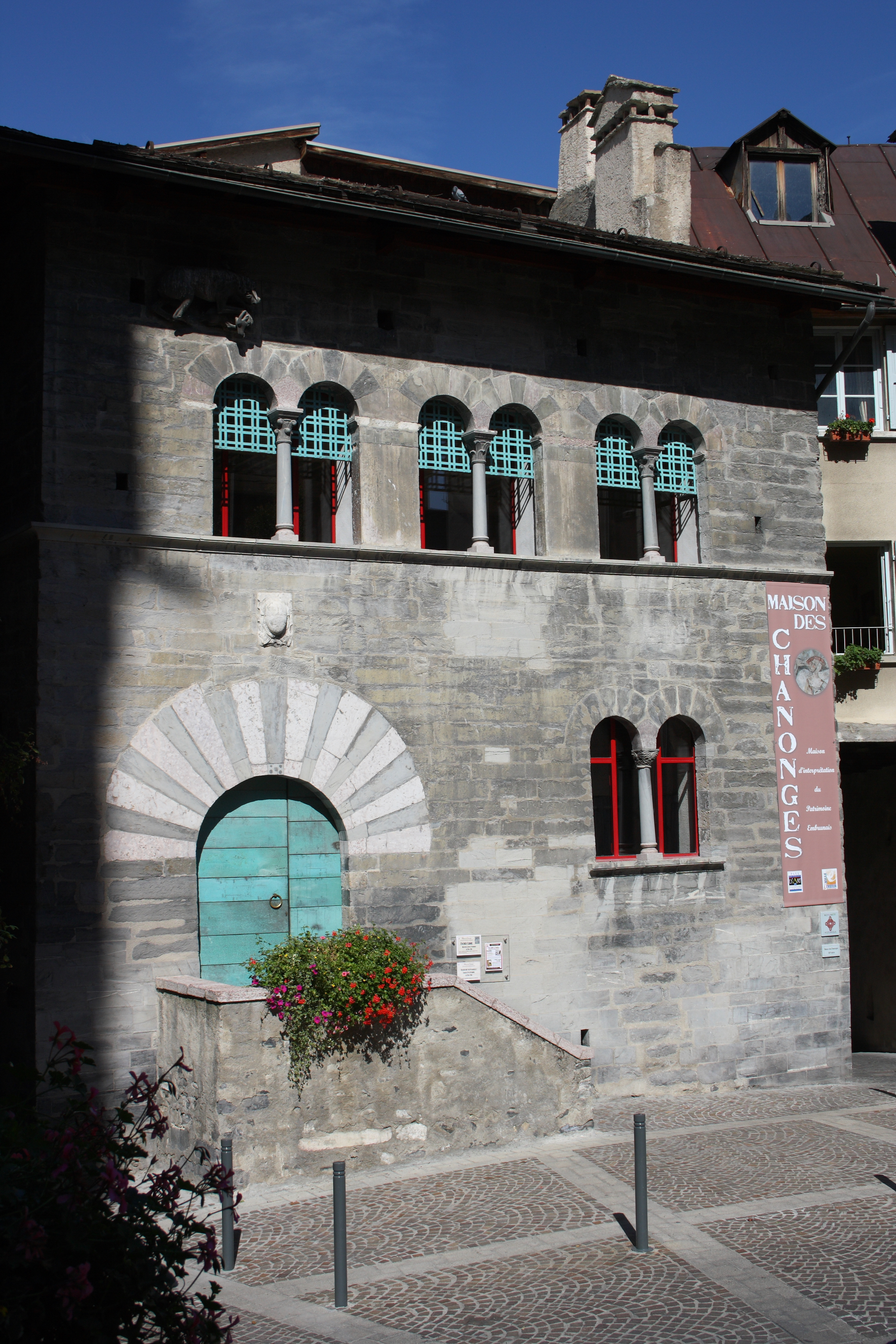
Maison des Chanonges in Embrun

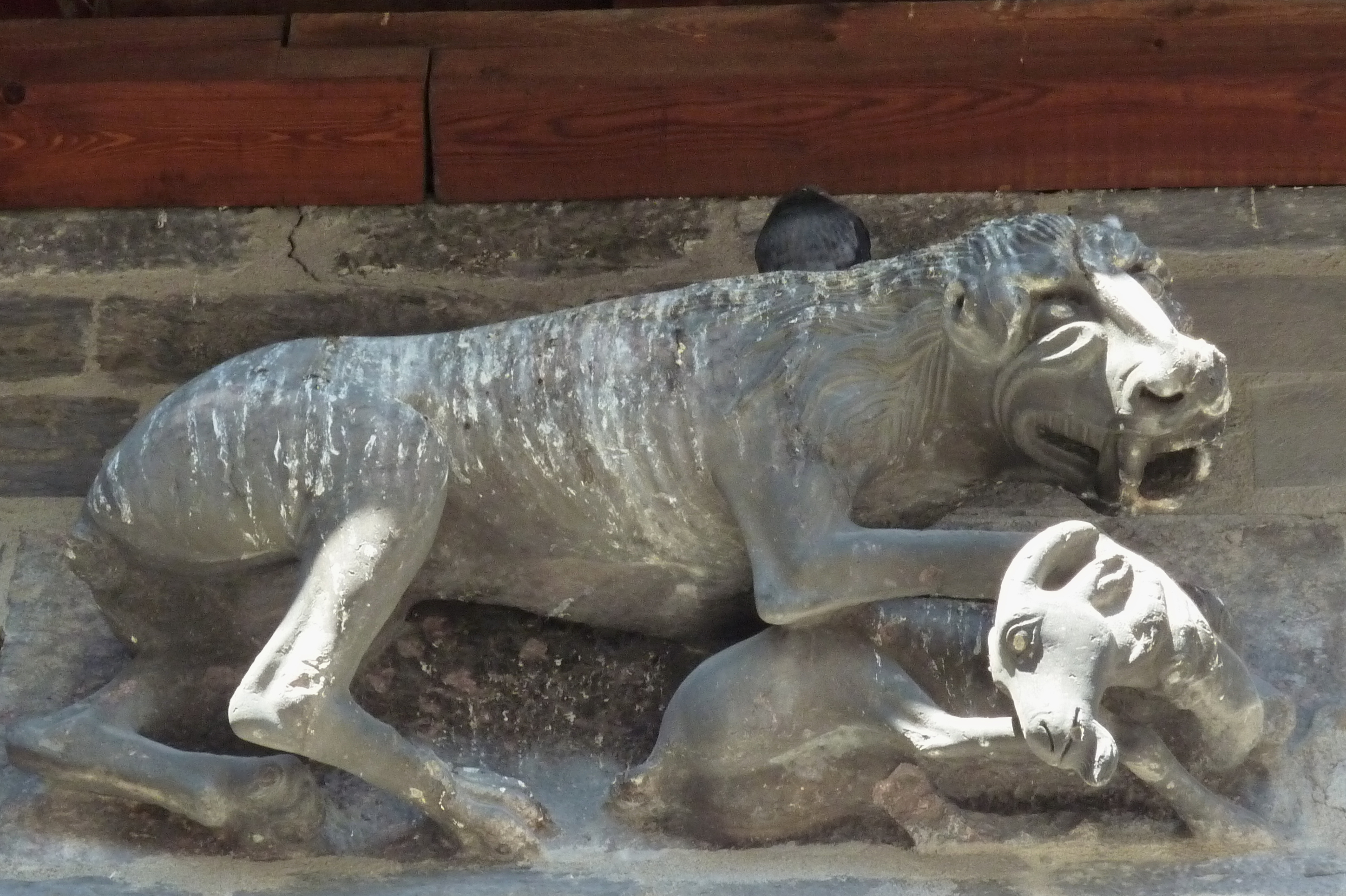
Relief eines Löwen, der eine Ziege verschlingt

Das Maison des Chanonges in Embrun, einer Stadt im französischen Département Hautes-Alpes in der Region Provence-Alpes-Côte d’Azur, ist ein romanisches Haus aus dem 13. Jahrhundert. Das Bauwerk, das sich gegenüber der Kathedrale befindet, steht seit 1988 unter Denkmalschutz (Monument historique).

## Geschichte
Das Maison des Chanonges diente seit dem 14. Jahrhundert als Wohnsitz der Kanoniker, die das Erzbistum Embrun verwalteten. Während der Französischen Revolution wurde das Haus säkularisiert und versteigert. Heute befindet sich darin das Stadtmuseum.

## Architektur
Die prachtvolle Fassade zur Straße wird durch Zwillingsfenster gegliedert, und im oberen Teil ist ein Relief zu sehen, das einen Löwen darstellt, der eine Ziege verschlingt. Im Innern sind noch eine Kassettendecke aus dem 13. Jahrhundert und Wandmalereien von 1513 erhalten.